# Harbel
Harbel est une ville du Liberia, dans le comté de Margibi.
Elle compte 17 900 habitants en 2016.
Elle abrite la centrale hydroélectrique de Firestone, la première centrale hydroélectrique du pays.